# Zum Heiligen Kreuz (Düsseldorf)

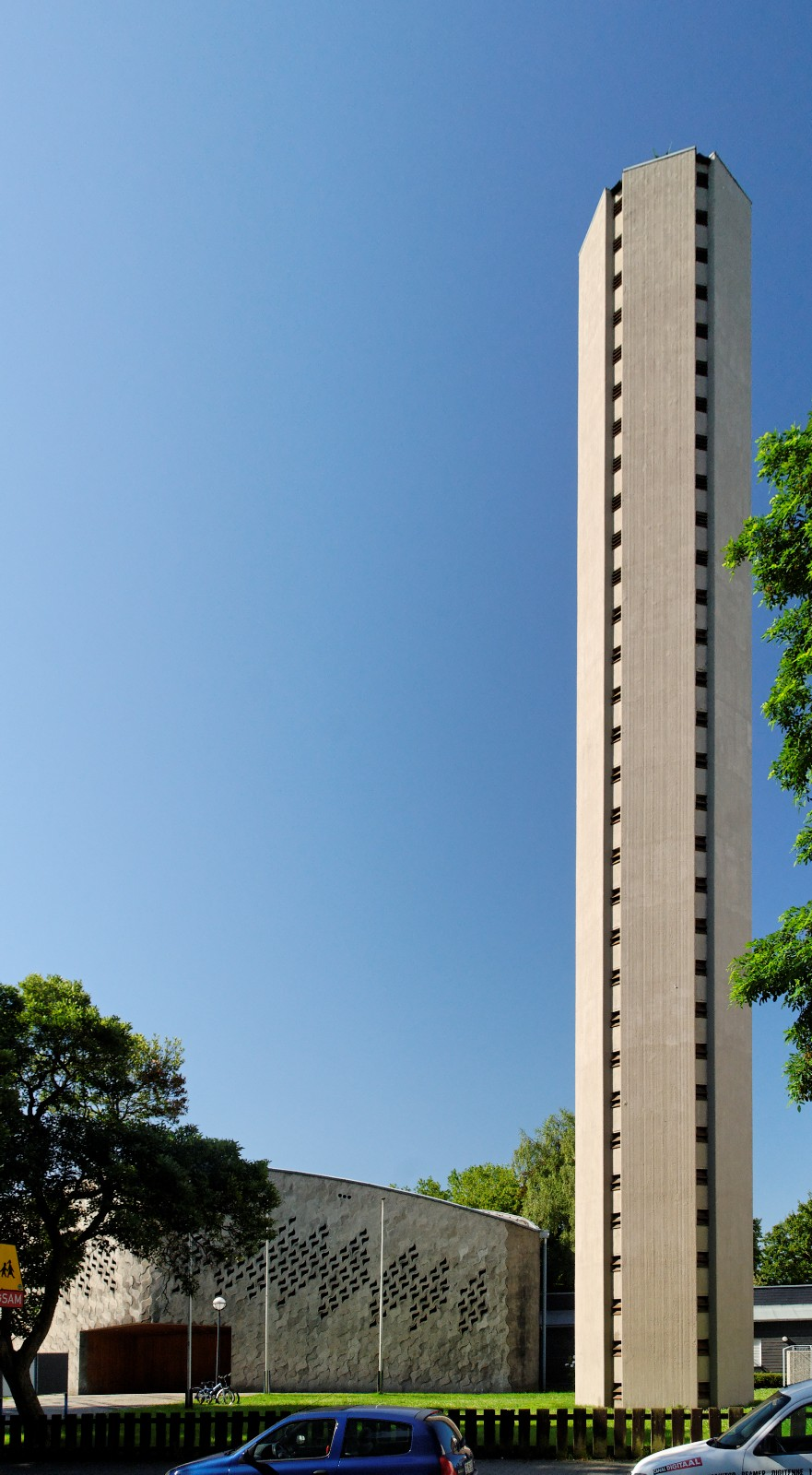
Kirche Zum Heiligen Kreuz am Rather Kreuzweg 43 in Düsseldorf-Rath

Die Kirche Zum Heiligen Kreuz am Rather Kreuzweg 43 in Düsseldorf-Rath wurde 1956/58 nach Entwürfen von Josef Lehmbrock erbaut.

## Beschreibung
Der Kirchenraum wurde auf einem parabolförmigen Grundriss als einschiffiger Zentralraum erbaut. Die Wände sind doppelschalig und mit Beton ausgegossen. Sie bestehen aus flammenförmigen Kunststeinplatten, die nach Entwürfen des Kunstakademieprofessors Günter Grote gearbeitet wurden. 1964 wurde ein freistehender Kirchturm mit sechs Glocken erbaut. Die Konstruktion basiert auf der von Josef Fröhlich erfundenen Oktaplatte.